# Gianduiotto

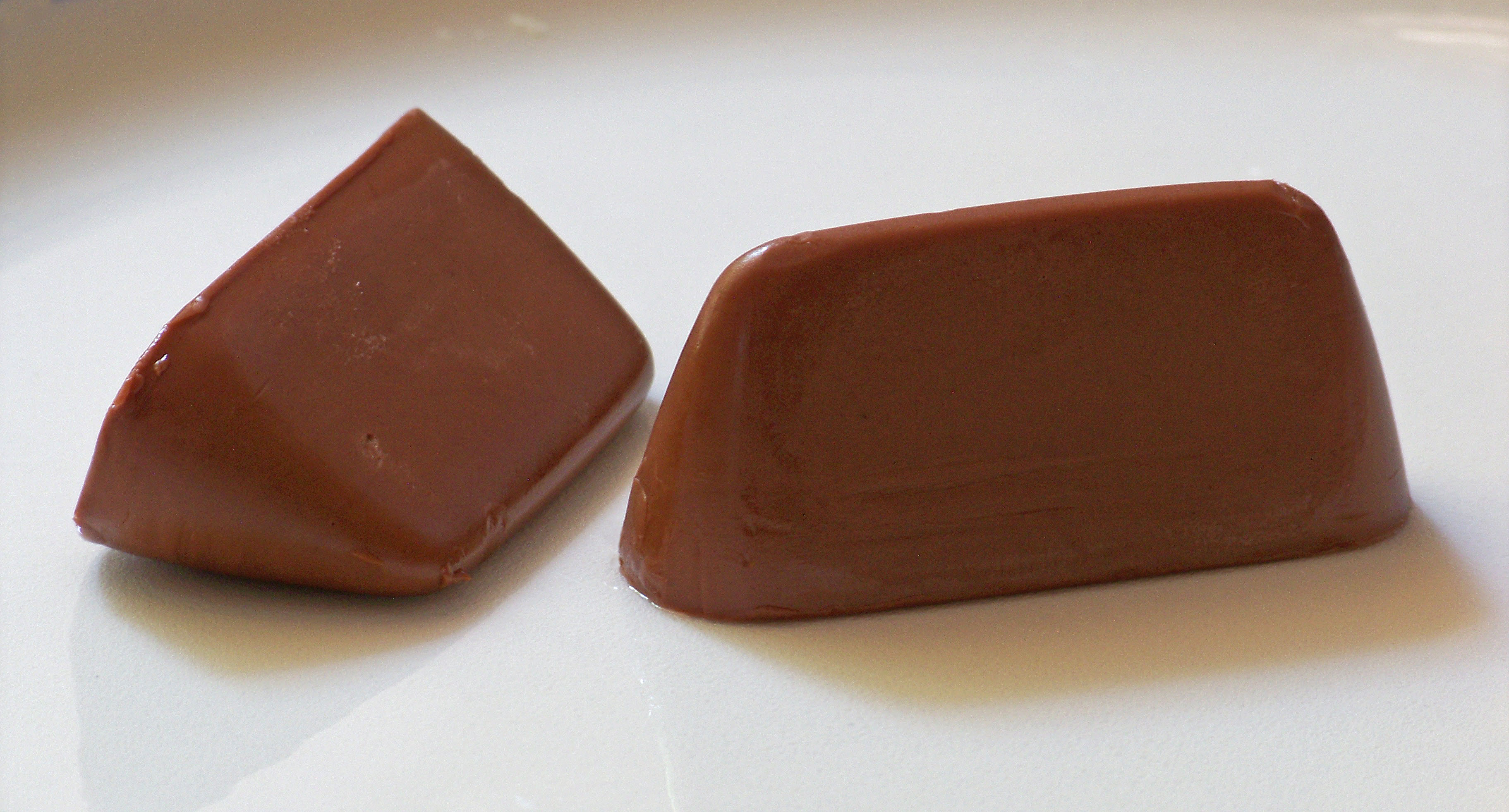
Dos Gianduiotti

El gianduiotto (en piamontés, giandojòt) es una chocolatina piamontesa cuya forma es similar a la de un barco boca abajo. Los gianduiotti se presentan envueltos individualmente en una cubierta de papel de plata, normalmente dorada o plateada. Es una especialidad turinesa, y toma su nombre de Giandoja, un personaje del carnaval y las marionetas que representa al piamontés arquetípico.

## Historia
Al parecer, la idea de mezclar trozos de avellana al chocolate habitual nació bajo el gobierno de Napoleón, cuando la importación de cacao de Sudamérica era extremadamente difícil. El cacao “crudo” era carísimo, así que los productores locales empezaron a incorporar trocitos de avellanas tostadas (las avellanas se cultivan en la zona y eran fáciles de conseguir en el Piamonte) para hacer el producto final más asequible.

## Características
El «nacimiento» oficial de los gianduiotti data de 1860, atribuido a Michele Prochet, el primero que amasó la pasta de avellanas antes de añadirle la mezcla de cacao y azúcar.

## Producción
Los gianduiotti se elaboran a partir de una pasta de azúcar, cacao y avellana. 
Debido a la alta cantidad de avellanas en la masa que no permitía que el chocolate mantuviese la forma, durante mucho tiempo el gianduiotto se cortó a mano.
Hoy en día existen dos métodos opuestos para la producción del gianduiotto: extrusión y moldeado.
- El gianduiotto producido por extrusión se vierte directamente en placas sin el uso de moldes, máquinas diseñadas y construidas ad hoc. Esta técnica permite producir gianduiotti con su particular consistencia, ni demasiado suave ni demasiado fuerte.

- El gianduiotto moldeado es mucho más industrial, con un porcentaje menor de chocolate y es, por necesidad, más duro para poder sacarlo del molde.

El gianduiotto fue el primer chocolate envuelto individualmente.